# Наско Джорлев
Наско Джорлев (на македонска литературна норма: Наско Џорлев) е народен певец и композитор от Република Македония.

## Биография
Наско Джорлев е роден през 1932 година в град Струмица, тогава в Кралство Югославия, днес в Северна Македония. Внук е на революционера Христо Джорлев от Кукуш.
Автор е на песните „Цел ден стоиш несте на чардакот“ (заедно с Кирил Мицковски), „Кога стигнав во туѓина“ (заедно со Кирил Мицковски), „Дебарца песна запеа“ (заедно с Кирил Мицковски), „В туѓина е мојто чедо мило“, „Стално на неа јас мислам“, „Гина убавица“, „Лулјела е Јана“, „Ој, природо вечна убавице“, „Еден ми беше што ме љубеше“, „В туѓина сум сама јас“, „Земи оган запали ме“, „Рането срце“ (с М. Ангеловски), „Убава си горо сестро“, „Ти не знаеш момче“ (с Трайче Веляновски), „Зашто не дојде ти“ (с Трайче Веляновски), „Македонијо лична невесто“ и други.
Негов син е музикантът и композитор Зоран Джорлев, получил почетна грамота за песента на баща си „Балада за Гунди и Котков“ от ПФК Левски.

## Плочи
Песни на Наско Джорлев са записани и в плочите:
- Kiril Mickovski, Cel den stoiš neste na čardakot, Šumadija, EP-6016.
- Никола Бадев, В тугина е мојто чедо мило, Diskos, ЕДК - 5456.
- Петринка Костадинова, Ој природо вечна убавице, Diskos, NDK - 5137.
- Violeta Miteva, V tugina sum sama jas, Jugoton, EPY-44507, 1972.
- Grozda Stoeva, Diskos, NDK 5482
- Nikola Karmzov, Crna se čuma zadade, Jugoton, SY-22026, 1972
- Živko Duev, Otvori majko otvori, Diskos, NDK-5392.